# لاشبروک
لاشبروک (به آلمانی: Lechbruck am See) یک شهر در آلمان است که در استالگوی واقع شده‌است.

## خواهرخوانده
شهرهای Wildau و دورن خواهرخوانده‌های لاشبروک هستند.